# 游凱臣
游凱臣（英語：Chuck You，1993年4月7日—），台灣男演員與模特兒。2017年被男體攝影師人良土兀發掘成為平面模特兒後逐漸獲得知名度，其後在「2018 IG 天菜大調查」中名列同志天菜第一名。2018年與人良士兀合作推出暢銷性感寫真集《PAUSE No.1》，其後以專業演員為目標開始拍攝戲劇與廣告。

## 影視作品

### 戲劇影集
| 年份   | 頻道               | 劇集名稱           | 飾演角色          |
| 2018年 | KKTV               | 《美男魚澡堂》     | 老K（第2集）      |
| 2022年 | HBO                | 《良辰吉時》       | 壽宴賓客（第2集） |
| 2023年 | 愛奇藝、八大戲劇台 | 《不良執念清除師》 | 藥劑師            |

### 綜藝節目
| 年份   | 頻道      | 節目名稱           | 參與集數 |
| 2018年 | Astro AEC | 《叫我男神》第三季 | 第3、4集 |

### 電視廣告
- 2020年〈福特汽車「New Ford Focus 20.5年式EcoBoost®182四門佛心版／五門時尚版」〉

## 寫真集
| 年份   | 攝影師   | 寫真集名稱     | 備註       |
| 2018年 | 人良土兀 | 《PAUSE No.1》 | 擔任模特兒 |

## 資料來源
1. ↑  . 博客來.   [2020-08-09]. （原始内容存档于2018-06-15） （中文（臺灣））.
2. ↑  . Age Of Queer. 2018-01-01  [2020-08-09]. （原始内容存档于2021-01-26） （中文（臺灣））.
3. ↑  . Xuan. 2018-06-29  [2020-08-09] （中文（马来西亚））.
4. 1 2  李家穎. . 三立新聞網. 2018-07-14  [2020-08-09] （中文（臺灣））.
5. ↑  . ELLE. 2019-02-01  [2020-08-09]. （原始内容存档于2019-06-16） （中文（臺灣））.

## 外部連結
- 游凱臣的Facebook專頁
- 游凱臣的Instagram帳戶